# Mirogniewa
Mirogniewa – imię żeńskie pochodzenia słowiańskiego - żeńska forma imienia Mirogniew. Znaczenie imienia: "pokój i gniew". W formie żeńskiej imię nienotowane w źródłach staropolskich.